# Reinhard Neuner
Pour les articles homonymes, voir Neuner.
Reinhard Neuner, né le 4 février 1969 à Mieming, est un biathlète et fondeur autrichien.

## Biographie
Dans la Coupe du monde, il enregistre son premier top dix à Pokljuka durant la saison 1994-1995, avec une septième place sur l'individuel, peu avant de se classer troisième au relais de Ruhpolding. Il prend part ensuite aux Championnats du monde à Antholz, où il est notamment 17e de l'individuel. En 1996, avec une cinquième place à Brezno, il réalise sa meilleure performance individuelle en Coupe du monde. C'est de nouveau à Ruhpolding, qu'il monte sur un podium en Coupe du monde en 1997, remportant cette fois une victoire sur la course par équipes. Neuner prend part aux Jeux olympiques de Nagano en 1998, où il est 61e du sprint et onzième du relais. Il parvient en 2000 à obtenir une septième place à Oberhof dans un sprint, son dernier résultat significatif en biathlon, dont il est actif jusqu'en 2001.
En 2000, il fait ses débuts dans le ski de fond au niveau international, prenant part à sa première course de Coupe du monde à Lahti, où il est treizième du sprint. En décembre 2001, il fait son unique incursion dans le top dix à Cogne avec une neuvième place au sprint libre. Pour sa deuxième participation aux Jeux olympiques en 2002, il prend la 23e du sprint de ski de fond. Il compte aussi une sélection aux Championnats du monde 2003, où il est 40e du sprint, pour sa dernière compétition internationale.
Il obtient ensuite un rôle d'entraîneur dans l'équipe autrichienne de biathlon. Il fait partie des personnes impliquées dans le scandale de dopage dans l'équipe d'Autriche aux Jeux olympiques d'hiver de 2006 et est banni en 2007 par sa fédération.

## Palmarès en biathlon

### Jeux olympiques d'hiver
| Épreuve / Édition           | Individuel | Sprint | Relais |
| Jeux olympiques 1998 Nagano |            | 62e    | 11e    |

Légende :
- — : Non disputée par Neuner

### Championnats du monde
| Épreuve / Édition                 | individuel                       | Sprint                           | Poursuite                        | Départ en masse                  | Relais                           | Course par équipes               |
| Mondiaux 1995 Antholz Anterselva  | 17e                              | 38e                              | Épreuve inexistante à cette date | Épreuve inexistante à cette date | 9e                               | —                                |
| Mondiaux 1996 Ruhpolding          | 76e                              | 53e                              | Épreuve inexistante à cette date | Épreuve inexistante à cette date | 8e                               | —                                |
| Mondiaux 1997 Osrblie             | 53e                              | 43e                              | 39e                              | Épreuve inexistante à cette date | 10e                              | 19e                              |
| Mondiaux 1998 Pokljuka Hochfilzen | Épreuve inexistante à cette date | Épreuve inexistante à cette date | 15e                              | Épreuve inexistante à cette date | Épreuve inexistante à cette date | 11e                              |
| Mondiaux 1999 Kontiolahti Oslo    | 31e                              | 44e                              | 50e                              | -                                | 9e                               | Épreuve inexistante à cette date |
| Mondiaux 2000 Oslo Lahti          | -                                | 45e                              | 46e                              | -                                | -                                | Épreuve inexistante à cette date |

Légende :

 : épreuve inexistante à cette date

— : pas de participation à cette épreuve

### Coupe du monde
- Meilleur classement général : 40e en 1996.
- Meilleur résultat individuel : 5e.
- 1 podium en relais : 1 troisième place.
- 1 victoire en course par équipes.

## Palmarès en ski de fond

### Jeux olympiques d'hiver
| Épreuve / Édition                   | Sprint |
| Jeux olympiques 2002 Salt Lake City | 23e    |

### Championnats du monde
| Épreuve / Édition           | Sprint |
| Mondiaux 2003 Val di Fiemme | 40e    |

### Coupe du monde
- Meilleur classement général : 74e en 2002 et 2003.
- Meilleur résultat : 9e.

#### Différents classements en Coupe du monde
| Année     | Classement général final | Classement sprint |
| 1999-2000 | 84e                      | 47e               |
| 2001-2002 | 74e                      | 34e               |
| 2002-2003 | 74e                      | 39e               |